# Сегмюллер, Пий
Пий Сегмюллер (нем. Pius Segmüller; род. 8 марта 1952 года, Санкт-Галлен, Швейцария) — швейцарский политический деятель, 32-й командир Папской Швейцарской гвардии с 1998 года по 2002 год. Имеет чин полковника гвардии.

## Биография
Вырос в Эммене близ Люцерна. Обучался в гимназии Св. Климента в Эбиконе, окончил кантональную среднюю школу в Люцерне. В Цюрихе прошёл обучение профессии учителя. Работал учителем в кантоне Ури, офицером-инструктором спасательных войск Военного департамента Швейцарии, менеджером в фармацевтической компании «Сандоз» (ныне «Новартис»), заместителем начальника Управления по гражданской защите и помощи пострадавшим от стихийных бедствий в кантоне Берн, офицером государственной полиции в Санкт-Галлене.
За проведение спасательной операции после оползня 1991 года в Ранде получил звание почётного гражданина общины Valaisian.
В 1998 году, после смерти командира Папской Швейцарской гвардии Алоиза Эстерманна, становится 32-м командиром Папской Швейцарской гвардии.
По его инициативе создаётся служба информации и набора в гвардию в Швейцарии, он развивал контакты гвардии со средствами массовой информации и активизировал подготовку гвардейцев. В учебный отряд гвардии были приглашены инструкторы швейцарской армии.
В 2002 году, по семейным причинам, оставил поста командира гвардии и вернулся в Швейцарию.
С 2002 года по 2006 год — начальник полиции Люцерна.
Является председателем Административного совета «Swissec AG» (Эммен), член Совета фонда «Fondation 1792» и президент ассоциации «Paradrom Rathausen».
Возглавляет Службу безопасности ФИФА.
С 2007 года — депутат Национального совета Швейцарии от Христианско-демократической партии. Является членом парламентской комиссии по безопасности.
Живёт в Люцерне.

## Семья
Женат и имеет двоих детей.

## Взгляды
- «Я абсолютно убеждён в том, что вера является основой нашего государства».
- «Я считаю, что безопасность является одной из ключевых задач, стоящих перед государством. На протяжении последних нескольких лет мы были слишком неосторожны в различных аспектах безопасности».
- Считает что безопасность включает в себя не только подавление, но также профилактику и информационные кампании.
- Позиционирует себя как традиционный христианский демократ из центра политического спектра, но он добавляет, что находится на правой стороне в экономических вопросах и вопросах безопасности.
- Выступает за снижение налогового бремени для семей и хочет поставить в стране систему социального обеспечения на прочную финансовую основу.